# Petre Petrescu
Petre Petrescu (n. 29 iunie 1956

) este un fost deputat român, ales în 2012 din partea Partidului Social Democrat. Mandatul său a încetat pe 2 februarie 2015.